# فدریکو میسترانجلو
فدریکو میسترانجلو (ایتالیایی: Federico Mistrangelo؛ زادهٔ ۱۱ مهٔ ۱۹۸۱) بازیکن واترپلو اهل ایتالیا بود. وی در بازی‌های المپیک تابستانی ۲۰۰۸ شرکت کرده‌است.